# Marouane Lemzaouri
Marouane Lemzaouri, né le 7 juillet 1993 au Maroc, est un footballeur marocain évoluant au poste de défenseur au MC Oujda.

## Biographie
Le 1er août 2019, il signe son premier contrat professionnel à la Renaissance de Zemamra. Il dispute ses premiers matchs en D2 marocaine. Le 31 août 2019, il dispute son premier match en Coupe du Maroc face au Raja Casablanca (victoire, 2-3). Le 29 septembre 2019, il dispute son premier match en Botola Pro face au Moghreb de Tétouan (défaite, 1-0). Le 18 août 2020, il marque son premier but professionnel face au DH El Jadida (défaite, 2-1).
Le 12 août 2021, il s'engage pour deux saisons au MC Oujda. Le 11 septembre 2021, il dispute son premier match avec le club face à l'Olympique de Khouribga.